# Massaua (stacja metra)
Massaua – stacja turyńskiego metra na zachodnim przedmieściu Turynu w dzielnicy mieszkaniowej. Stacja powstała pod Piazza Massaua i właśnie temu placu zawdzięcza swoją nazwę. Na powierzchni znajdują się przystanki linii komunikacji naziemnej: 28, 32, 36, 40 i 62.